# Jessica Alexander
Jessica Alexander, född 19 juni 1999 i Westminster, Storlondon, är en brittisk skådespelare.
Alexander har bland annat medverkat i TV-serien Get Even från 2020. Hon har även medverkat i filmerna A Banquet från 2021 och Den lilla sjöjungfrun från 2023.

## Filmografi (urval)
- 2020 – Get Even (TV-serie)
- 2021 – A Banquet
- 2023 – Den lilla sjöjungfrun
- 2024 – Fallen (TV-serie)